# Erasmus Kupfermann
Erasmus Kupfermann war ein deutscher Geistlicher und Alchemist, der in der ersten Hälfte des 16. Jahrhunderts wirkte.
Kupfermann war Abt des Benediktinerklosters in Herrenbreitungen bei Schmalkalden und hatte dort ein alchemistisches Labor mit einem Laboranten (Bartold Pfaff). Er trug eine beträchtliche Sammlung alchemistischer Literatur zusammen. Von ihm sind keine Schriften bekannt, aber Rezepte, die ihren Weg in die Werke anderer Alchemisten fanden. Sein Kloster wurde 1525 im Bauernkrieg teilweise zerstört. Kupfermann war mit seinen Mönchen nach Fulda geflohen und war später in Köln, wo er mit einem Geistlichen Konrad alchemistische Experimente unternahm. Das Kloster wurde 1552 aufgelöst.